# KEIRINグランプリ05
KEIRINグランプリ05（けいりんぐらんぷりぜろふぁいぶ）は、2005年12月30日に平塚競輪場で開催されたKEIRINグランプリである。優勝賞金1億円。

## 出場選手
| 車番 | 選手       | 出身県 | 出場要件             |
| ---- | ---------- | ------ | -------------------- |
| 1    | 神山雄一郎 | 栃木   | オールスター競輪優勝 |
| 2    | 小嶋敬二   | 石川   | 寬仁親王牌優勝       |
| 3    | 伏見俊昭   | 福島   | 年間獲得賞金5位      |
| 4    | 加藤慎平   | 岐阜   | 全日本選抜競輪優勝   |
| 5    | 後閑信一   | 群馬   | 競輪祭優勝           |
| 6    | 村本大輔   | 静岡   | 高松宮記念杯競輪優勝 |
| 7    | 佐藤慎太郎 | 福島   | 年間獲得賞金2位      |
| 8    | 鈴木誠     | 千葉   | 日本選手権競輪優勝   |
| 9    | 武田豊樹   | 茨城   | 年間獲得賞金6位      |

- 補欠選手は岡部芳幸（福島）[2]

## 競走内容
赤板付近では、伏見－佐藤－鈴木、小嶋－加藤－村本、武田－神山－後閑の並び。ジャンで武田以下が上昇し、最終ホーム手前で武田が発進。中団外側にいた小嶋も同時に発進しようとしたが、そのまま武田が主導権を握る。小嶋はそのまま外側から捲りを試みるが、最終バック入口で後閑が迫り来る小嶋を大きく牽制。しかしこの時後閑が大きく内を開けてしまい、そこに小嶋マークの加藤が切り替えて内側に入り込む。
一方、正攻法の位置にいた伏見はバック付近で中団から捲って出ようとした時に混み合った展開に阻まれ、さらにマーク佐藤の落車も影響して失速する。
加藤はさらに神山が小嶋に牽制を試みた隙に神山の内まで入り込み、直線手前で神山を自ら外側に張り飛ばし、直線に入って武田を捕らえて先頭に立つが、後ろから後閑が追い込み強襲し、ゴール線上はきわどい勝負となったが、8分の1輪差、加藤が後閑を抑えて優勝を果たした。

## 競走結果
| 着順 | 選手       | 決まり手 |
| ---- | ---------- | -------- |
| 1    | 加藤慎平   | 差       |
| 2    | 後閑信一   | 差       |
| 3    | 武田豊樹   |          |
| 4    | 村本大輔   |          |
| 5    | 伏見俊昭   |          |
| 6    | 神山雄一郎 |          |
| 7    | 小嶋敬二   |          |
| 8    | 鈴木誠     |          |
| 落棄 | 佐藤慎太郎 |          |

### 配当金額
| 車番二連勝単式 | 4-5   | 10,840円  |
| 三連勝単式     | 4-5-9 | 145,740円 |

## エピソード
- この年の枠順決定はファン投票に沿った形で行われた[3]。なお、このような形で枠順決定がなされたのは今のところ当レースのみである。

- 今シリーズより佐藤直紀作曲の新しいファンファーレとなった。

- 地上波中継は、テレビ東京《TXN系列 全21局ネット》が放送[4]。

- レース終了後、バンクとスタンドを隔てるフェンスを取り払ってバンクを開放、グランプリ史上初めて表彰式を一般開放した。残っていたファンは表彰台手前まで近づいて優勝者の加藤を祝福した。 この試みは、その後も平塚のグレードレースでは恒例になっている。

- グランプリ当日の特別観覧席入場者の中から抽選で選ばれた先着30名を、レース終了後の懇親会（立食式のパーティ）に招待した。当選者は表彰式終了後、選手宿舎内の食堂にて1時間程度、グランプリ出場選手との懇親会を楽しんだ（ただ実際に出席したのは、加藤慎平、小嶋敬二、後閑信一のみ。この他、パーティ開始直後のみ、中野浩一や当時平塚競輪場の応援団長を務めていたカンニング竹山なども出席）。

- GP単独の売上は、66億1921万3000円（本場15億8022万8100円、場外50億3898万4700円[5]）。目標の66億円をぎりぎり突破した。また、KEIRINグランプリ'96（1996年）以来9年ぶりに前年を上回った。

- シリーズ三日間の売り上げは153億3636万8500円と目標の155億円には届かなかったが、こちらも前年を上回った。

### 競走データ
- 優勝の加藤慎平は、史上5例目の初出場初優勝（第1回を除く）を果たした。

- 微差で2着であった後閑信一は、優勝を確信しゴール後に手を挙げてしまった。ちなみに、漫画「ギャンブルレーサー」ではそれをネタに、作中で優勝したことになっている（セリフは「オッシャ～今度こそ間違いじゃねえだろうな～！」）。